# Campionati europei di ciclismo su pista 2017
I Campionati europei di ciclismo su pista 2017 si sono svolti a Berlino, in Germania, tra il 18 e il 22 ottobre 2017.

## Prove
Ai campionati europei di ciclismo su pista 2017 si disputano 23 prove, 12 maschili ed 11 femminili.
Giovedì 19 ottobre
- Inseguimento a squadre femminile
- Inseguimento a squadre maschile
- Velocità a squadre femminile
- Velocità a squadre maschile
- Scratch maschile
- Eliminazione femminile

Venerdì 20 ottobre
- Velocità individuale maschile
- 500 metri da fermo
- Corsa a eliminazione maschile
- Inseguimento individuale femminile
- Omnium maschile
- Corsa a punta femminile

Sabato 21 ottobre
- Chilometro da fermo
- Omnium femminile
- Inseguimento individuale maschile
- Kerin femminile
- Corsa a punti maschile
- Scratch femminile
- Mezzofondo maschile

Domenica 22 ottobre
- Americana maschile
- Americana femminile
- Keirin maschile
- Velocità individuale femminile

## Medagliere
| Pos.   | Paese         | Oro | Argento | Bronzo | Totale |
| ------ | ------------- | --- | ------- | ------ | ------ |
| 1      | Germania      | 5   | 4       | 3      | 12     |
| 2      | Francia       | 5   | 1       | 2      | 8      |
| 3      | Gran Bretagna | 3   | 1       | 0      | 4      |
| 4      | Paesi Bassi   | 2   | 3       | 3      | 8      |
| 5      | Danimarca     | 2   | 3       | 0      | 5      |
| 6      | Italia        | 2   | 1       | 3      | 6      |
| 7      | Russia        | 1   | 4       | 5      | 10     |
| 8      | Polonia       | 1   | 1       | 2      | 4      |
| 9      | Belgio        | 1   | 0       | 0      | 1      |
| 9      | Spagna        | 1   | 0       | 0      | 1      |
| 11     | Ucraina       | 0   | 1       | 3      | 4      |
| 12     | Portogallo    | 0   | 1       | 1      | 2      |
| 13     | Lituania      | 0   | 1       | 0      | 1      |
| 13     | Ungheria      | 0   | 1       | 0      | 3      |
| 13     | Irlanda       | 0   | 1       | 0      | 3      |
| 16     | Bielorussia   | 0   | 0       | 1      | 1      |
| Totale | Totale        | 23  | 23      | 23     | 69     |

## Sommario degli eventi
| Eventi                            | Oro                                                                                        | Prestazione | Argento                                                                                    | Prestazione | Bronzo                                                                                             | Prestazione |
| Uomini                            |                                                                                            |             |                                                                                            |             | |             |
| Chilometro a cronometro dettagli  | Jeffrey Hoogland Paesi Bassi                                                               | 1:00.700    | Joachim Eilers Germania                                                                    | 1:00.733    | Quentin Lafargue Francia                                                                           | 1:00.906    |
| Keirin dettagli                   | Maximilian Levy Germania                                                                   |             | Shane Perkins Russia                                                                       |             | Andrij Vynokurov Ucraina                                                                           |             |
| Velocità dettagli                 | Sebastien Vigier Francia                                                                   |             | Jeffrey Hoogland Paesi Bassi                                                               |             | Denis Dmitriev Russia                                                                              |             |
| Velocità a squadre dettagli       | Francia Benjamin Edelin Quentin Lafargue Sebastien Vigier                                  | 43.254      | Germania Joachim Eilers Robert Förstemann Maximilian Levy                                  | 43.337      | Paesi Bassi Matthijs Büchli Jeffrey Hoogland Harrie Lavreysen Roy van den Berg (q) Sam Ligtlee (q) | 43.405      |
| Inseguimento individuale dettagli | Filippo Ganna Italia                                                                       | 4:15.994    | Ivo Oliveira Portogallo                                                                    | 4:18.911    | Domenic Weinstein Germania                                                                         | 4:15.405    |
| Inseguimento a squadre dettagli   | Francia Corentin Ermenault Florian Maitre Louis Pijourlet Benjamin Thomas Thomas Denis (q) | 3:55.780    | Italia Liam Bertazzo Simone Consonni Filippo Ganna Francesco Lamon Michele Scartezzini (q) | 3:55.986    | Russia Aleksandr Evtušenko Aleksej Kurbatov Dmitrij Sokolov Mamyr Staš Sergej Šilov (q)            | 3:57.517    |
| Corsa a punti dettagli            | Alan Banaszek Polonia                                                                      | 49 punti    | Niklas Larsen Danimarca                                                                    | 44 punti    | Maximilian Beyer Germania                                                                          | 34 punti    |
| Americana dettagli                | Francia Florian Maitre Benjamin Thomas                                                     | 43 punti    | Danimarca Niklas Larsen Casper Pedersen                                                    | 42 punti    | Polonia Wojciech Pszczolarski Daniel Staniszewski                                                  | 40 punti    |
| Scratch dettagli                  | Adrien Garel Francia                                                                       |             | Krisztián Lovassy Ungheria                                                                 |             | Roman Hladyš Ucraina                                                                               |             |
| Omnium dettagli                   | Albert Torres Spagna                                                                       | 142 punti   | Julius Johansen Danimarca                                                                  | 140 punti   | Benjamin Thomas Francia                                                                            | 137 punti   |
| Corsa a eliminazione dettagli     | Gerben Thijssen Belgio                                                                     |             | Maksim Piskunov Russia                                                                     |             | Rui Oliveira Portogallo                                                                            |             |
| Mezzofondo dettagli               | Germania Franz Schiewer Gerhard Geßler (pilota)                                            | 46:17       | Paesi Bassi Reinier Honig Jos Pronk (pilota)                                               |             | Germania Stefan Schäfer Peter Bauerlein (pilota)                                                   |             |
| Donne                             |                                                                                            |             |                                                                                            |             | |             |
| 500 metri a cronometro dettagli   | Miriam Welte Germania                                                                      | 33.321      | Pauline Grabosch Germania                                                                  | 33.559      | Dar'ja Šmelëva Russia                                                                              | 33.757      |
| Keirin dettagli                   | Kristina Vogel Germania                                                                    |             | Simona Krupeckaitė Lituania                                                                |             | Ljubov Basova Ucraina                                                                              |             |
| Velocità dettagli                 | Kristina Vogel Germania                                                                    |             | Mathilde Gros Francia                                                                      |             | Dar'ja Šmelëva Russia                                                                              |             |
| Velocità a squadre dettagli       | Russia Dar'ja Šmelëva Anastasija Vojnova                                                   | 32.560      | Germania Kristina Vogel Miriam Welte Pauline Grabosch (q)                                  | 32.807      | Paesi Bassi Shanne Braspennincx Kyra Lamberink Hetty van de Wouw (q)                               | 33.180      |
| Inseguimento individuale dettagli | Katie Archibald Gran Bretagna                                                              | 3:29.328    | Justyna Kaczkowska Polonia                                                                 | 3:32.452    | Silvia Valsecchi Italia                                                                            | 3:33.908    |
| Inseguimento a squadre dettagli   | Italia Elisa Balsamo Tatiana Guderzo Letizia Paternoster Silvia Valsecchi                  | 4:17.853    | Gran Bretagna Katie Archibald Elinor Barker Emily Kay Manon Lloyd Eleanor Dickinson (q)    | 4:21.164    | Polonia Justyna Kaczowska Katarzyna Pawłowska Daria Pikulik Nikol Plosaj                           | 4:24.705    |
| Corsa a punti dettagli            | Trine Schmidt Danimarca                                                                    | 62 punti    | Gulnaz Badykova Russia                                                                     | 31 punti    | Taccjana Šarakova Bielorussia                                                                      | 29 punti    |
| Americana dettagli                | Gran Bretagna Elinor Barker Eleanor Dickinson                                              | 58 punti    | Irlanda Lydia Boylan Lydia Gurley                                                          | 50 punti    | Paesi Bassi Amy Pieters Kirsten Wild                                                               | 46 punti    |
| Scratch dettagli                  | Trine Schmidt Danimarca                                                                    |             | Tetjana Klimčenko Ucraina                                                                  |             | Evgenija Augustinas Russia                                                                         |             |
| Omnium dettagli                   | Katie Archibald Gran Bretagna                                                              | 127 punti   | Kirsten Wild Paesi Bassi                                                                   | 120 punti   | Elisa Balsamo Italia                                                                               | 102 punti   |
| Corsa a eliminazione dettagli     | Kirsten Wild Paesi Bassi                                                                   |             | Evgenija Augustinas Russia                                                                 |             | Maria Giulia Confalonieri Italia                                                                   |             |